# علي الجبارة (لاعب كرة قدم مواليد أبريل 1997)
علي جاسم الجبارة لاعب كرة قدم سعودي، يلعب كحارس مرمى.

## مسيرة اللاعب
بدأ في الفئات السنية في نادي الصواب و انتقل في إلى نادي الجيل لدرجة الشباب في عام 2013 ثم لعب لاحقاً مع نادي الروضة ونادي العمران.